# Artemed Klinikgruppe
Die Artemed Klinikgruppe ist ein Betreiber von Akut- und Fachkliniken mit Sitz in Deutschland. Die Gruppe betreibt derzeit (Stand 17. Juli 2025) 18 Krankenhäuser im Bundesgebiet und hat darüber hinaus eine eigene Stiftung in der medizinischen Grundversorgung. Sie betreibt eine eigene Ausbildungs- und Weiterbildungsakademie und beteiligt sich am Aufbau von neuen Krankenhäusern in China.

## Krankenhäuser in Deutschland
Die Artemed Klinikgruppe betreibt in Deutschland 18 Krankenhäuser mit über 10.000 Beschäftigten (Stand 17. Juli 2025). In den Geburtsstationen der Gruppe kommen jährlich rund 7000 Kinder zur Welt. Das Leistungsspektrum umfasst sowohl die Grund- und Regelversorgung, als auch spezialisierte medizinische Fachbereiche wie Orthopädie, Neurologie oder Herzchirurgie. Einige Standorte fungieren zudem als Regionalversorger mit Notaufnahmen sowie Schlaganfall- und Herzinfarktversorgung.

### Zur Artemed Klinikgruppe gehörende Krankenhäuser
- Artemed Fachklinik Bad Oeynhausen
- Artemed Fachklinik München
- Artemed Klinikum München Süd
- Benedictus Krankenhaus Feldafing
- Benedictus Krankenhaus Tutzing
- Eifelklinik St. Brigida – Simmerath
- Havelklinik – Berlin
- Heilig-Geist-Hospital Bensheim
- Hospital zum Heiligen Geist Kempen
- Klinik Lilienthal
- Klinik Vincentinum Augsburg
- Krankenhaus Düren
- Krankenhaus Tabea – Hamburg
- Loretto-Krankenhaus Freiburg
- Psychosomatische Klinik Kloster Dießen
- St. Elisabethen Krankenhaus – Frankfurt am Main
- Artemed Kliniken Freiburg –  St. Josef
- St. Josefskrankenhaus Heidelberg

## Medizinischer Standard und Technologischer Fortschritt
Die medizinische Versorgung in den Artemed-Krankenhäusern basiert auf Technologien wie robotergestützten OP-Systemen (z. B. Da Vinci, Dexter, Cori-OP-System) und KI-gestützter Bildgebung. Die Artemed-Klinikgruppe setzt auf technologische Innovationen, um die Patientenversorgung zu optimieren.
Die Artemed-Gruppe arbeitet eng mit Universitätskliniken wie der TU München, der RWTH Aachen und der Universität Düsseldorf zusammen bei Forschung, Aus- und Weiterbildung – und unterhält an mehreren Standorten Simulationszentren für realitätsnahe Notfallszenarien.

## Internationale Aktivitäten

### China
In Kooperation mit dem chinesischen Partnerunternehmen Silver Mountain Capital ist die Artemed Klinikgruppe auch im chinesischen Gesundheitsmarkt tätig. Vor dem Hintergrund der demografischen Veränderungen in China engagiert sich die Gruppe am Aufbau moderner Krankenhausstrukturen und unterstützt die Einführung eines pauschalierten Abrechnungssystems nach dem Vorbild des deutschen DRG-Systems. Zu den Projekten gehören das Shanghai Artemed Hospital sowie das weitere Krankenhaus Chongqing Artemed Hospital.

### Artemed Stiftung
Die Artemed Stiftung wurde gegründet, um medizinische Versorgung in benachteiligte Regionen weltweit zu bringen. Sie ist derzeit in Myanmar, Tansania und Bolivien aktiv:
Myanmar: In schwer erreichbaren Regionen des Irrawaddy-Deltas versorgen zwei mobile Schiffskliniken – die „River Doctors“ und „Swimming Doctors“ – regelmäßig 23 Anlegestellen. Zusätzlich wurde ein Mutter-Kind-Zentrum an Land errichtet.
Tansania: Das St. Walburg’s Hospital im Süden des Landes wurde ursprünglich 1959 von Benediktinerinnen gegründet. Heute wird es gemeinsam von der lokalen Diözese, der tansanischen Regierung und der Artemed Stiftung betrieben. Als Überweisungskrankenhaus versorgt es bis zu eine Million Menschen, viele davon unversichert. Mehr als 50 % aller Patienten werden kostenlos behandelt - ein Netzwerk von Spendern in Deutschland trägt entscheidend dazu bei, dass dieses möglich ist. Jährlich werden dort rund 90.000 Patienten behandelt und etwa 3200 Kinder geboren.
Bolivien: In La Paz betreuen mobile Teams der „Street Doctors“ rund 6000 Straßenkinder medizinisch und zahnärztlich. Die mobile Versorgung erfolgt durch drei Ambulanzen, die regelmäßig an festen Orten im Stadtgebiet präsent sind.

### Artemed Akademie
Die Artemed Akademie betreibt acht Schulen in Deutschland sowie eine weitere in Tansania zur Ausbildung in Gesundheitsberufen. Über 1100 Auszubildende werden dort aktuell betreut. Darüber hinaus bietet die Akademie Fort- und Weiterbildungen für medizinisches Fachpersonal an. Mehrere Kliniken der Gruppe sind zudem als akademische Lehrkrankenhäuser anerkannt. Eine eigene Publikation mit dem Titel  Modernes Krankenhausmanagement beschäftigt sich mit Herausforderungen und Lösungsansätzen im Gesundheitswesen.

## Geschichte
Die Grundlage der Artemed Klinikgruppe bildeten drei unabhängige Fachkliniken, die sich medizinisch auf die Gebiete der Dermatochirurgie und der Phlebologie spezialisierten. Im Jahr 2007 wurden diese drei Fachkrankenhäuser dann in die neu gegründete Artemed GmbH & Co. KG eingebracht und die Gruppe um zahlreiche vor allem frei-gemeinnützige Krankenhäuser erweitert.